# Brasil, país de futuro
Brasil, país de futuro (en alemán ''Brasilien. Ein Land der Zukunft'') es una de las últimas obras del escritor austriaco Stefan Zweig. El autor conocía este país anteriormente a su estancia definitiva ya que había viajado por primera vez a Brasil en 1936, aprovechando su visita a Buenos Aires invitado por el Pen Club. El libro fue publicado en 1941 y editado en varios idiomas (portugués, inglés) en 1942.
En este ensayo, el autor hace un recorrido por el pasado y las perspectivas futuras, según su opinión, de un país que lo acogió en su exilio de Europa por causa de la Segunda Guerra Mundial y la persecución nazi.
En Brasil, Zweig disfruta de la ausencia de los males que acechaban a Europa en esos momentos: el nacionalismo agresivo, el racismo y la lucha de clases. Tal era su concepción de Brasil que escribió: 

«Si el paraíso existe en algún lado del planeta, ¡no podría estar muy lejos de aquí!»

En Brasil, Zweig encontró su segunda patria intelectual, que le permitió acabar algunos de sus últimos trabajos y su propia existencia, poco antes de su suicidio, junto con su mujer Lotte en Petrópolis. Refiriéndose a Brasil, en su carta de despedida escribió: 

«Me urge cumplir con un último deber: agradecer profundamente a este maravilloso país, Brasil, que me ofreció a mí y a mi trabajo una estancia tan buena y hospitalaria.»

No obstante, la obra tuvo una polémica publicación al ser visto por muchos intelectuales de la época como una patraña mefistofélica.